# Белуно
За провинцията вижте Белуно (провинция).
Белу̀но (на италиански: Belluno, на местен диалект Belùn, на ладински Belum) е град и община в Северна Италия, административен център на провинция Белуно в регион Венето. Разположен е на 389 m надморска височина. Населението на града е 36 546 души (към май 2009).